# Liam Highfield
Liam Highfield (Swindon, Engeland, 1 december 1990) is een linkshandige Engels professioneel snookerspeler. 
De laatste 16 bereikte Highfield o.a. op het UK Championship 2016 en de Welsh Open 2018.

## Belangrijkste resultaten

### Wereldkampioenschap
Hoofdtoernooi (laatste 32 of beter):
| #  | Seizoen     | Editie  | Prestatie  | Extra                               |
| -- | ----------- | ------- | ---------- | ----------------------------------- |
| 1. | 2017 / 2018 | WK 2018 | Laatste 32 | Verloor met 10-5 van Mark Allen     |
| 2. | 2020 / 2021 | WK 2021 | Laatste 32 | Verloor met 10-4 van Judd Trump     |
| 3. | 2021 / 2022 | WK 2022 | Laatste 32 | Verloor met 10-7 van Anthony McGill |